# Ň
La letra N con carón (Ň, minúscula: ň) es una letra de los alfabetos checo, eslovaco y turcomano. Se forma a partir de la N latina con la adición de un carón (háček en checo y mäkčeň en eslovaco) y en el alfabeto sigue a la N sencilla.
Ň y ň están en los puntos de código Unicode U+0147 y U+0148, respectivamente.

## /ɲ/
En checo y eslovaco, ň representa /ɲ/, la consonante palatal nasal, como la ñ del español. Así, tiene la misma función que nj y њ en serbocroata o ń en polaco.
En el siglo XIX, se usaba en croata para el mismo sonido.
En eslovaco, ne se pronuncia ňe. En checo, esta sílaba se escribe ně. En checo y eslovaco, ni se pronuncia ňi. En ruso, ucraniano y otros idiomas similares, las vocales suaves (е, и, ё, ю, я) también cambian la н anterior por нь en la pronunciación.

## /ŋ/
En turcomano, ň representa el sonido /ŋ/, la velar nasal, como ng en la palabra angosto. En la escritura cirílica de Turkmenistán este sonido se escribe con la letra En con descendente (Ң ң). En yanalif, corresponde a la letra Ꞑ. En otras lenguas turcas con la velar nasal, utilizan la letra Ñ.
También se usa en el kurdo del sur para representar el mismo sonido.

## Codificación digital
En Unicode, la mayúscula Ň está codificada en U+0147 y la minúscula ň está codificada en U+0148.
| Carácter      | Ň                                 | Ň                                 | ň                               | ň                               |
| ------------- | --------------------------------- | --------------------------------- | ------------------------------- | ------------------------------- |
| Unicode       | LATIN CAPITAL LETTER N WITH CARON | LATIN CAPITAL LETTER N WITH CARON | LATIN SMALL LETTER N WITH CARON | LATIN SMALL LETTER N WITH CARON |
| Codificación  | decimal                           | hex                               | decimal                         | hex                             |
| Unicode       | 327                               | U+0147                            | 328                             | U+0148                          |
| UTF-8         | 197 135                           | C5 87                             | 197 136                         | C5 88                           |
| Ref. numérica | &#327;                            | &#x147;                           | &#328;                          | &#x148;                         |